# Carapo
Carapo es una localidad de Trinidad y Tobago, que forma parte de la región de Tunapuna-Piarco.

## Geografía
La localidad abarca parte de la isla Trinidad y limita al norte con Mausica, D'Abadie, O'Meara Road (localidad perteneciente al borough de Arima) y Peytonville al sur con Nancoo Village y San Raphael-Brazil (localidades pertenecientes a la región de Couva-Tabaquite-Talparo), al este con La Horquetta y al oeste con Centeno.

## Demografía
Datos demográficos de la localidad de Carapo:
| Gráfica de evolución demográfica de Carapo entre 2000 y 2011 |
|                                                              |